# Скворцов, Алексей Константинович
Алексе́й Константи́нович Скворцо́в (1920—2008) — советский и российский ботаник, профессор (1983), доктор биологических наук, академик РАЕН, лауреат Государственной премии СССР (1989), специалист в области систематики высших растений, флористики и интродукции.

## Биография
Родился 9 февраля 1920 года в селе Желанья Смоленской области в семье профессора психиатрии Константина Алексеевича Скворцова (1894—1979).
В 1936 году поступил в 2-й Московский медицинский институт, где он изучал гистологию. В 1941 году окончил институт и до 1943 года работал врачом эвакогоспиталей. В 1944—1951 годах — аспирант, затем младший научный сотрудник Института экспериментальной биологии АН СССР. В 1948 году защитил кандидатскую диссертацию по гистологии («Кровеносная система селезёнки костистых рыб»). Ещё в студенческие годы активно занимался флористическими исследованиями и гербарными сборами. Во время обучения в аспирантуре параллельно прошёл курсы ботанических дисциплин в Московском государственном университете.
В 1952 году по приглашению поступил на работу старшим научным сотрудником в ботанический сад МГУ, где организовывал и курировал участок систематики, а затем возглавил отдел травянистых растений, одновременно читал на кафедре высших растений курс по некоторым разделам теории систематики.
Докторскую диссертацию А. К. Скворцов защитил в 1966 году по систематике и географии рода Ива (Salix); в 1968 году была опубликована его монография «Ивы СССР», отмеченная через два года премией Московского общества испытателей природы.
В 1966—1989 годах — заведующий гербарием, а с 1972 года — заведующий отделом флоры Главного ботанического сада АН СССР. С 1989 года до конца жизни — главный научный сотрудник Главного ботанического сада им. Н. В. Цицина РАН.
Умер 8 мая 2008 года. Похоронен на Николо-Архангельском кладбище.

## Научная деятельность
Областью научных интересов и профессиональной деятельности А. К. Скворцова являлисьː флора Европейской части СССР, особенно запада Нечернозёмного Центра и Нижнего Поволжья; систематика родов Salix, Betula, Epilobium; общие вопросы эволюции и, в частности, внутривидовая изменчивость и микроэволюция.
В круг его научных исследований также входили вопросы интродукции и акклиматизации к условиям Москвы ряда перспективных растений (в том числе жимолости голубой и абрикоса).
А. К. Скворцовым описано более 100 видов растений и собрано более 50 тысяч гербарных образцов для гербария Главного ботанического сада РАН. Некоторые виды, автором названий которых является Скворцов:
- Salix apennina
- Salix armeno-rossica
- Salix cardiophylla subsp. urbaniana
- Salix lamashanensis
- Salix trabzonica
- Salix vinogradovii — Ива Виноградова

С 1974 года избирался Председателем Правления Московского отделения Всероссийского ботанического общества. Широкий круг его биологических интересов находил отражение в журнале «Природа», он являлся заместителем главного редактора этого журнала, а также членом редколлегий «Ботанического журнала», «Бюллетеня Главного ботанического сада» и зарубежного журнала «Flora».

## Избранные публикации
- Скворцов А. К. Ивы СССР. Систематический и географический обзор. — Москва: «Наука», 1968. — 262 с.
- Скворцов А. К. Механизмы органической эволюции и прогресса познания // Природа. — 1992. — № 7. — С. 3—10. Архивировано 2 марта 2012 года.
- Скворцов А. К. У истоков систематики. К 300-летию Карла Линнея // Природа : журнал. — 2007. — № 4.

## Награды и признание
- Государственная премия СССР (1989) — За труд «Арктическая флора СССР»
- Премия имени В. Л. Комарова РАН (2002) — За серию работ по единой тематике «Систематика семейств Берёзовые (Betulaceae) и Ивовые (Salicaceae)»[5]

В честь Алексея Константиновича Скворцова названы следующие виды растений:
- Festuca skvortsovii E.B.Alexeev
- Salix alexii-skvortzovii A.P.Khokhr.
- Legousia skvortsovii Proskur.
- Circaea × skvortsovii Boufford
- Potamogeton skvortsovii Klinkova

Кроме того, в честь Скворцова его ученица Л. А. Крамаренко назвала созданные ею сорта абрикосов «Алеша» и «Водолей».